# Městské opevnění (Beroun)
Městské opevnění v Berouně je částečně dochovaný systém hradeb, které ve středověku chránily město. Bylo založeno na přelomu 13. století a 14. století za vlády Václava II. O dvě století později pak prošlo modernizací. Hradby jsou šest až devět metrů vysoké a v průměru dva metry široké. Hradbu posilovalo 37 hranolových, do města otevřených bašt, z nichž se dvacet dochovalo. Obranný systém byl ještě posílen vodním příkopem. Jeho hloubka dosahovala až osmi metrů a šířka od jedenácti metrů na východě po sedmnáct metrů na jihozápadě. Délka kurtin byla dvacet i více metrů. Parkán uzavřený nad příkopem parkánovou zdí byl široký osm až deset metrů. Vstup do města zajišťovalo několik bran, z nichž se dodnes dochovaly dvě: Pražská a Plzeňská. V devadesátých letech 20. století byly hradby zrekonstruovány. Nejlépe dochovaná a zároveň volně přístupná je jižní část hradeb. Ostatní části většinou zanikají v městské zástavbě.

## Plzeňská brána

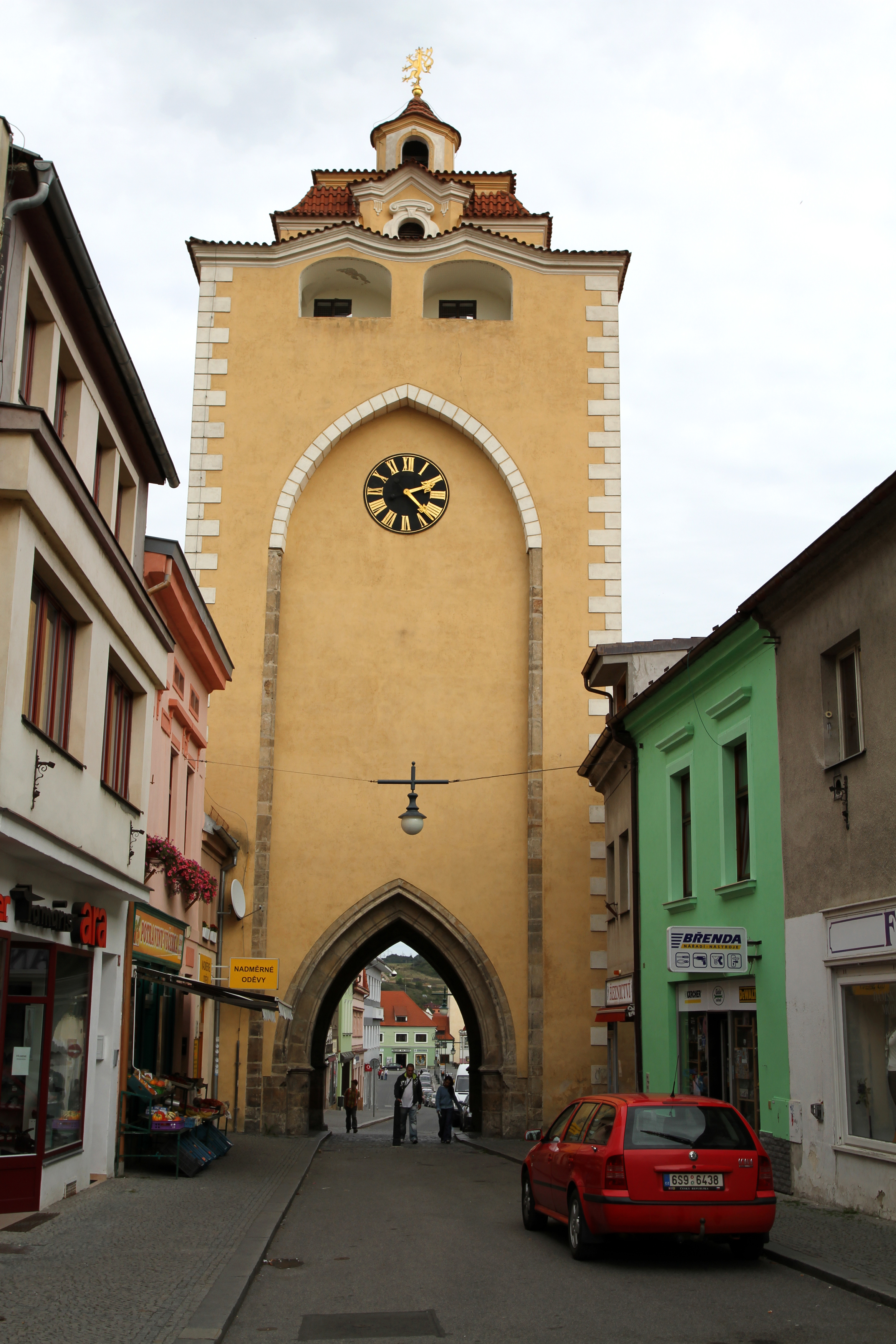
Plzeňská brána

Plzeňská brána je postavena v západní části opevnění a je patrně jeho nejstarší částí. Díky své vyvýšené poloze měla funkci hlavní městské hlásky a službu zde vykonával trubač, přebývající v kamny vytápěné komoře v horním podlaží. Brána má klenutý průjezd. Na vnější straně brány chránil průjezd padací most a mříž. Na noc byla brána uzavírána dvoukřídlými vraty a přes den řetězy. Původně gotická brána byla po požáru v roce 1735 barokně přestavěna. Do roku 1752 se zde vybíralo clo. Východní průčelí zdobí městský znak a věžní hodiny. Ty jsou z konce 19. století, původně byl na bráně od roku 1508 orloj s 24 hodinovým ciferníkem, ten byl však nahrazený roku 1736 novými hodinami se dvěma ciferníky. Dnešní podoba brány pochází z roku 1896. Brána je od dubna do října přístupná veřejnosti. Interiéry jsou využívány Muzeem Českého krasu.

## Pražská brána

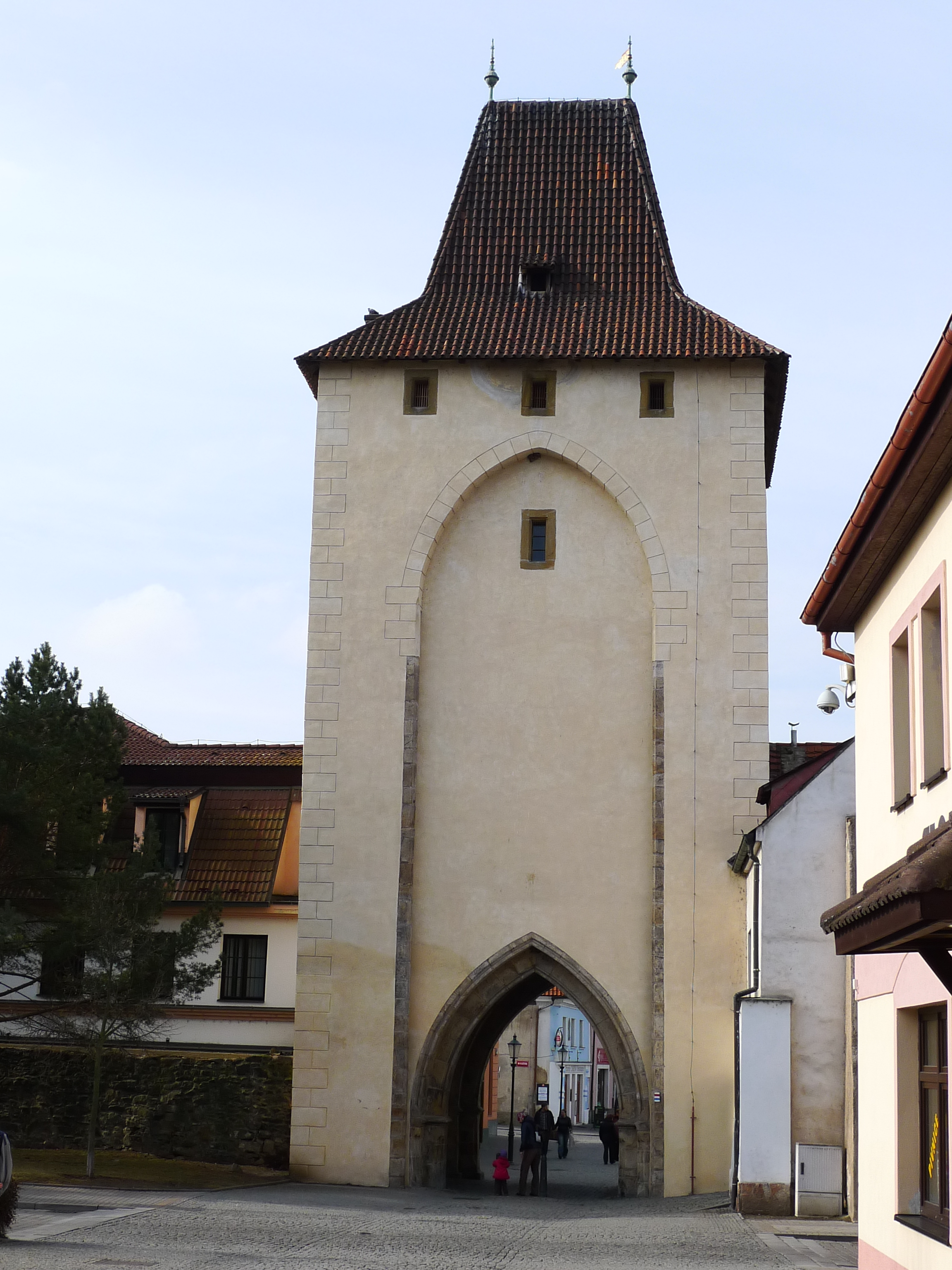
Pražská brána

Pražská brána (někdy také Dolní) je postavena ve východní části opevnění. Vznikla přímo proti původnímu brodu přes řeku Berounku, a musel jí tak projít každý, kdo šel z nebo do Prahy. Hlavním účelem brány bylo chránit vstup do města a zároveň sloužila jako pozorovatelna. Podle dochovaných písemných zpráv zde bylo příležitostně i městské vězení a byla využívána měšťany jako obecní trezor. Byla zavírána dvoukřídlými vraty a na venkovní straně v případě potřeby padací mříží. Postavena byla ke konci 13. století. V roce 1421 na ni a přilehlou hradbu provedlo úspěšný hlavní útok husitské vojsko vedené Janem Žižkou. V roce 1845 byl její stav tak špatný, že se uvažovalo o demolici. Nestalo se tak a o rok později byla opravena. Poslední rekonstrukce byla provedena v roce 2004.